# ラーマ9世通り
ラーマ9世通り (ラーマ9せいどおり、ถนนพระราม 9, Thanon Phra Ram Ti Gao, Rama IX Road) は、タイのバンコクにある道路。
アヌサワリーから東に走っているアソーク・ディンデン通りが、ラチャダーピセーク通りとの交差点 (バンコク・メトロラーマ9世駅がある)から名称がラーマ9世通りに代わる。その先はスワンナプーム国際空港に向かって東に向かって延びている。平行してハイウェイも走っている。南側にはほぼ平行して、ニューペッブリー通りが走っており、スクンビット通りと合わせて、バンコク中心部とスワンナプーム国際空港方面のバンコク東部を結ぶ基幹道路の一つである。

## 接続する主な道路
- アソーク・ディンデン通り
- ラチャダーピセーク通り
- ラムカムヘン通り
- ソイ・プラカノン
- シーナカリン通り

## 接続する駅・路線
- ラーマ9世駅　（バンコク・メトロ）
- 551番バス(アヌサワリーとスワンナプーム国際空港を結ぶバス)

## 周辺にある施設
- フォーチュン・タウン
- ラーマ9世病院
- ピヤウェート病院
- ラディソン・ホテル・バンコク
- 建設・都市計画部局 (タイ)　ラーマ9世通り事務局
- 政府住宅銀行本社
- MCOT本社
- バンコク大量輸送公社本社 (バス路線で運営する国営企業)
- タイ高速度交通公社本社 (MRTで運営する国営企業)
- バンコク日本人学校（泰日協会学校バンコク校）